# Ясер Цуркан
Ясер Цуркан (рум. Iaser Țurcan, нар. 7 січня 1998) — молдовський футболіст, півзахисник клубу «Петрокуб».
Виступав, зокрема, за клуби «Дачія» (Кишинів) та «Петрокуб», а також національну збірну Молдови.
Володар Кубка Молдови.

## Клубна кар'єра
У дорослому футболі дебютував 2015 року виступами за команду «Дачія» (Кишинів), в якій провів два сезони, взявши участь у 2 матчах чемпіонату. 
Згодом з 2017 по 2018 рік грав у складі команд «Академія УТМ» та «Динамо-Авто».
Своєю грою за останню команду привернув увагу представників тренерського штабу клубу «Петрокуб», до складу якого приєднався 2019 року. Відіграв за клуб з Хинчешти наступні два сезони своєї ігрової кар'єри. Більшість часу, проведеного у складі «Петрокуба», був основним гравцем команди.
Протягом 2021 року захищав кольори клубу «Університатя» (Клуж-Напока).
До складу клубу «Петрокуб» приєднався 2022 року. Станом на 31 січня 2023 року відіграв за клуб з Хинчешти 11 матчів в національному чемпіонаті.

## Виступи за збірні
У 2014 році дебютував у складі юнацької збірної Молдови (U-17), загалом на юнацькому рівні взяв участь у 13 іграх.
З 2018 року залучався до складу молодіжної збірної Молдови. На молодіжному рівні зіграв у 3 офіційних матчах.
У 2019 році дебютував в офіційних матчах у складі національної збірної Молдови.
| Дата       | Місто     | Господарі | Результат | Гості     | Турнір                               | Голи | Примітки |
| ---------- | --------- | --------- | --------- | --------- | ------------------------------------ | ---- | -------- |
| 21-2-2019  | Анталія   | Казахстан | 1 – 0     | Молдова   | товариський матч                     | -    | 88'      |
| 25-3-2019  | Ескішехір | Туреччина | 4 – 0     | Молдова   | Відбір до ЧЄ 2020                    | -    | 46'      |
| 7-9-2019   | Рейк'явік | Ісландія  | 3 – 0     | Молдова   | Відбір до ЧЄ 2020                    | -    | 67'      |
| 10-9-2019  | Кишинів   | Молдова   | 0 – 4     | Туреччина | Відбір до ЧЄ 2020                    | -    |          |
| 15-11-2020 | Кишинів   | Молдова   | 0 – 2     | Греція    | Ліга націй УЄФА 2020-2021 - 1-й етап | -    | 62'      |
| 18-11-2020 | Приштина  | Косово    | 1 – 0     | Молдова   | Ліга націй УЄФА 2020-2021 - 1-й етап | -    |          |
| 18-1-2022  | Анталія   | Молдова   | 2 – 3     | Уганда    | товариський матч                     | -    | 70'      |
| Усього     |           | Матчів    | 7         |           | Голів                                | 0    |          |

## Титули і досягнення
- Володар Кубка Молдови (1):

«Петрокуб»: 2019-2020